# 153 Hilda
153 Hilda (in italiano 153 Ilda) è un grande asteroide che orbita nella parte esterna della fascia principale del sistema solare. Poiché è composto da carbonati primitivi, ha una superficie di colore scuro. La sua curva di luce praticamente piatta indica un corpo di forma sferica.

## Storia
Hilda fu scoperto il 2 novembre 1875 da Johann Palisa, dall'Osservatorio della marina austriaca di Pola (in Istria, attualmente in Croazia), di cui fu direttore dal 1872 al 1880, grazie a un telescopio rifrattore da 6 pollici. Fu battezzato così dall'astronomo Theodor von Oppolzer in onore della sua figlia maggiore, deceduta l'anno precedente.

### Osservazione dalla Terra
Il 31 dicembre 2002 è stata osservata dal Giappone un'occultazione stellare da parte del pianetino.

## Parametri orbitali
Per i suoi parametri orbitali, Hilda è considerato il prototipo di un gruppo di asteroidi dinamicamente correlati, la famiglia di asteroidi Hilda. Non si tratta, tuttavia, di una vera e propria famiglia, poiché i suoi membri non sono fisicamente correlati, ovvero non discendono da un comune oggetto progenitore; si trovano tuttavia intrappolati in un rapporto di risonanza orbitale 2:3 con il pianeta Giove.